# Nhandeara
Nhandeara este un oraș în São Paulo (SP), Brazilia.